# Спорт в Финляндии
Спорт считается одним из главных времяпрепровождением в Финляндии, и многие финны посещают различные спортивные мероприятия на регулярной основе. Национальный вид спорта в Финляндии — бейсбол, хотя самыми популярными видами спорта с точки зрения телезрителей и освещения в СМИ являются хоккей и Формула-1.

## Популярные виды спорта в Финляндии

### Хоккей
Самым популярным видом спорта в Финляндии является хоккей. Национальная сборная побеждала на чемпионатах мира 1995, 2011 и 2019 годов. На 26.05.2019 она занимает третью строчку в рейтинге ИИХФ. В Финляндии зарегистрировано 52 597 игроков в хоккей, что составляет приблизительно 1 % от населения страны.

### Футбол
Футбол в Финляндии, в отличие от большинства европейских стран, не самый популярный вид спорта, так как он уступает хоккею, который пользуется огромной популярностью в стране. Футбол уступает хоккею количеством зарегистрированных игроков (115 000 против 60 000) и как хобби (160 000 против 90 000 у взрослых и 230 000 против 105 000 в молодости). Но популярность футбола постоянно растет, особенно среди девушек и женщин, где ежегодные темпы роста в последнее время составили более 10 процентов. Но грязевой футбол очень распространён в Финляндии  В 2006-07 19,9 процента зарегистрированных игроков составляли женщины. Согласно опросу Гэллапа, около 400 000 человек включают футбол в своих увлечениях.

### Автоспорт
Автоспорт стал популярен в Финляндии в 1950-е годы. В различных раллийных чемпионатах за последние полвека побеждало немало финских пилотов, а финский этап WRC — ралли «Тысяча Озёр» — собирает по 500 тысяч зрителей ежегодно. Другой вид автоспорта, где весьма успешны пилоты из Финляндии — это Формула-1. Трём пилотам покорялся титул чемпиона этой серии — в 1980-е чемпионом становился Кеке Росберг, в 1990-е — Мика Хаккинен, в 2000-е — Кими Райкконен. Немало пилотов из Финляндии выступает и в других, менее престижных, шоссейно-кольцевых автомобильных чемпионатах.

### Мотоспорт
Определённую популярность в Финляндии имеют и мотогонки. Так Ярно Сааринен и Мика Каллио в своё время были весьма сильными пилотами в шоссейно-кольцевых чемпионатах под эгидой FIM. Весьма популярны в стране также спидвейные гонки.

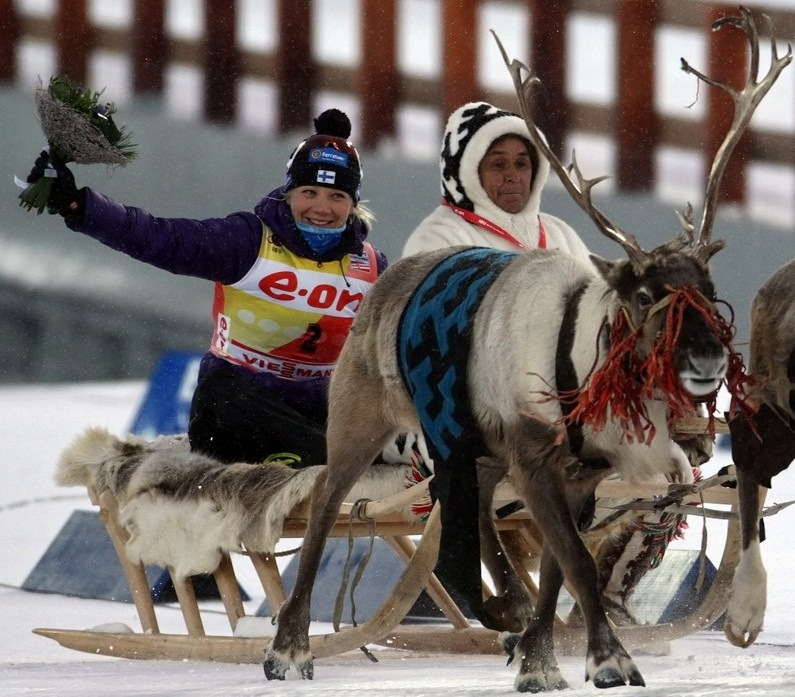
Кайса Мякяряйнен после победы в гонке преследования на чемпионате мира в сезоне 2010/2011

### Биатлон
Биатлон пользуется большой популярностью среди финнов. Ежегодно, в рамках Кубка мира по биатлону в Контиолахти проводятся этапы соревнований. Там же были проведены Чемпионаты мира по биатлону в 1990, 1999 и 2015 годах. 
Самой титулованной финской биатлонисткой является чемпионка мира, трехкратная обладательница Большого хрустального глобуса Кайса Мякяряйнен.

### Атлетика
Легкая атлетика является исторически важной частью финской истории спорта. С летних Олимпийских игр 1920 вплоть до Второй мировой войны Финляндия была второй страной после США по количеству олимпийских медалей. Метание копья является единственной дисциплиной, в которой Финляндия пользуется успехом на всем пути от 1900-х годов и по сей день. «Летающий финн» Пааво Нурми завоевав в начале 20 века 9 золотых и 3 серебряных олимпийских наград в беге на средние и длинные дистанции является самым титулованным легкоатлетом в истории Олимпийских игр (по состоянию на 2019 г.) и третьим среди олимпийцев всех видов спорта.

### Другие виды спорта
Сборная Финляндии по хоккею с мячом чаще всего занимает 3 место в чемпионатах мира, сумев однажды стать чемпионом, в 2004 г. обойдя Россию и Швецию - обоих несменяемых лидеров этого вида спорта.
Наиболее популярные развлекательные и спортивные мероприятия: флорбол, спортивная ходьба, бег и катание на лыжах. Не малую популярность имеет спортивное ориентирование, финская ориентировщица Минна Кауппи даже была выбрана спортсменкой 2010 года, как лучшая спортсменка страны среди всех видов спорта.
Статисты отмечают рост занятий бодибилдингом среди школьников (в 1995 — 23 тыс. мальчиков, в 2010 — 63 тыс.).